# Comuna Siriu, Buzău
Siriu este o comună în județul Buzău, Muntenia, România, formată din satele Cașoca, Colțu Pietrii, Gura Siriului, Lunca Jariștei (reședința) și Mușcelușa.

## Așezare
Comuna situată pe valea Buzăului, aflată în preajma lacului de acumulare al Barajului Siriu. Este traversată de șoseaua națională DN10, care leagă Buzăul de Brașov. Se învecinează cu comuna Sita Buzăului din județul Covasna la nord, cu comuna Chiojdu la sud-vest, cu orașul Nehoiu la sud și cu comuna Gura Teghii la est.

### Obiective aflate pe teritoriul comunei
Barajul și lacul de acumulare Siriu se află pe teritoriul comunei, lângă localitatea Lunca Jariștei.
Lacul Vulturilor este un lac periglacial (a luat naștere prin acțiunea de nivație și gelivație, precum și prin deplasări masive de teren în condiții periglaciare), situat la o altitudine de 1.420 m, acoperind o suprafață de 0,5 hectare, în apele căruia se găsesc păstrăvi. Un versant stâncos din apropiere este singurul loc din Munții Buzăului unde pot fi văzute capre negre.
Colții Babei este o zonă din masivul Siriu cu aspect alpin, populată cu capre negre, aduse din Munții Retezatului.
Tabăra Harțagu este așezată în Munții Buzăului, la coada lacului de acumulare Siriu, chiar pe malul râului Buzău și al pârâului Harțagu. Tabăra se află în clădirea unde se afla "Cheia Buzăului", fosta vamă a Buzăului, la 100 km de orașul Buzău. Din Harțagu pleacă principalele trasee turistice către Munții Siriu, Vrancei, Penteleu și Podul Calului.
Băile Siriului a fost o stațiune folosită pentru un sezon scurt (1 iunie -1 octombrie), dispune de trei izvoare cu ape minerale sulfuroase, ușor bicarbonate, clorurosodice, foarte slab mineralizate, termale.

## Demografie
Componența etnică a comunei Siriu
     Români (93,67%)
     Alte etnii (0,85%)
     Necunoscută (5,48%)
Componența confesională a comunei Siriu
     Ortodocși (92,98%)
     Alte religii (1,18%)
     Necunoscută (5,84%)
Conform recensământului efectuat în 2021, populația comunei Siriu se ridică la 3.063 de locuitori, în scădere față de recensământul anterior din 2011, când fuseseră înregistrați 3.211 locuitori. Majoritatea locuitorilor sunt români (93,67%), iar pentru 5,48% nu se cunoaște apartenența etnică. Din punct de vedere confesional, majoritatea locuitorilor sunt ortodocși (92,98%), iar pentru 5,84% nu se cunoaște apartenența confesională.

## Politică și administrație
Comuna Siriu este administrată de un primar și un consiliu local compus din 13 consilieri. Primarul, Constantin-Dragoș Voicu[*], de la Partidul Social Democrat, este în funcție din octombrie 2020. Începând cu alegerile locale din 2024, consiliul local are următoarea componență pe partide politice:
|  | Partid                          | Consilieri | Componența Consiliului | Componența Consiliului | Componența Consiliului | Componența Consiliului | Componența Consiliului | Componența Consiliului | Componența Consiliului | Componența Consiliului | Componența Consiliului | Componența Consiliului |
|  | ------------------------------- | ---------- | ---------------------- | ---------------------- | ---------------------- | ---------------------- | ---------------------- | ---------------------- | ---------------------- | ---------------------- | ---------------------- | ---------------------- |
|  | Partidul Social Democrat        | 10         |                        |                        |                        |                        |                        |                        |                        |                        |                        |                        |
|  | Partidul Național Liberal       | 2          |                        |                        |                        |                        |                        |                        |                        |                        |                        |                        |
|  | Alianța pentru Unirea Românilor | 1          |                        |                        |                        |                        |                        |                        |                        |                        |                        |                        |

## Istoric
La sfârșitul secolului al XIX-lea, teritoriul actual al comunei făcea parte din comuna Nehoiașu, comună alcătuită din cătunele Arsele, Bădârlegiu, Bâsca Rozilei, Bonțu, Broasca, Cașoca, Gârboiu, Gura Siriului, Înșelata, Jețu, Muscelușa, Nehoiașu, Lunca Priporului, Pițigoiu, Prundu, Puricoasa, Ruptura și Vinețișu, având în total 3030 de locuitori care locuiau în 675 de case. În comuna Nehoiașu funcționau o școală la Lunca Priporului, frecventată de 45 de elevi, 4 biserici la Nehoiașu, Jețu, Bâsca Rozilei și Cașoca, 58 de fierăstraie, o moară de apă, 16 făcae, 4 pive și o cășerie pe muntele Siriu. În 1925, comuna Nehoiașu avea 4028 de locuitori. În 1931, comuna Siriu s-a desprins din comuna Nehoiașu, având în compunere satele Bonțu, Broasca (reședința), Cașoca, Gura Siriului, Înșelata, Muscelușa și Pițigoiu.
În 1950, comunele Siriu și Nehoiașu au trecut la raionul Cislău din regiunea Buzău și apoi (după 1952) din regiunea Ploiești. Satele Broasca și Înșelata au fost rebotezate în 1964 Lunca Jariștei, respectiv Colțu Pietrei. În 1968, comuna Nehoiașu s-a desființat, fiind inclusă în comuna Nehoiu, iar comuna Siriu a redevenit subunitate administrativă a județului Buzău, reînființat.

## Monumente istorice

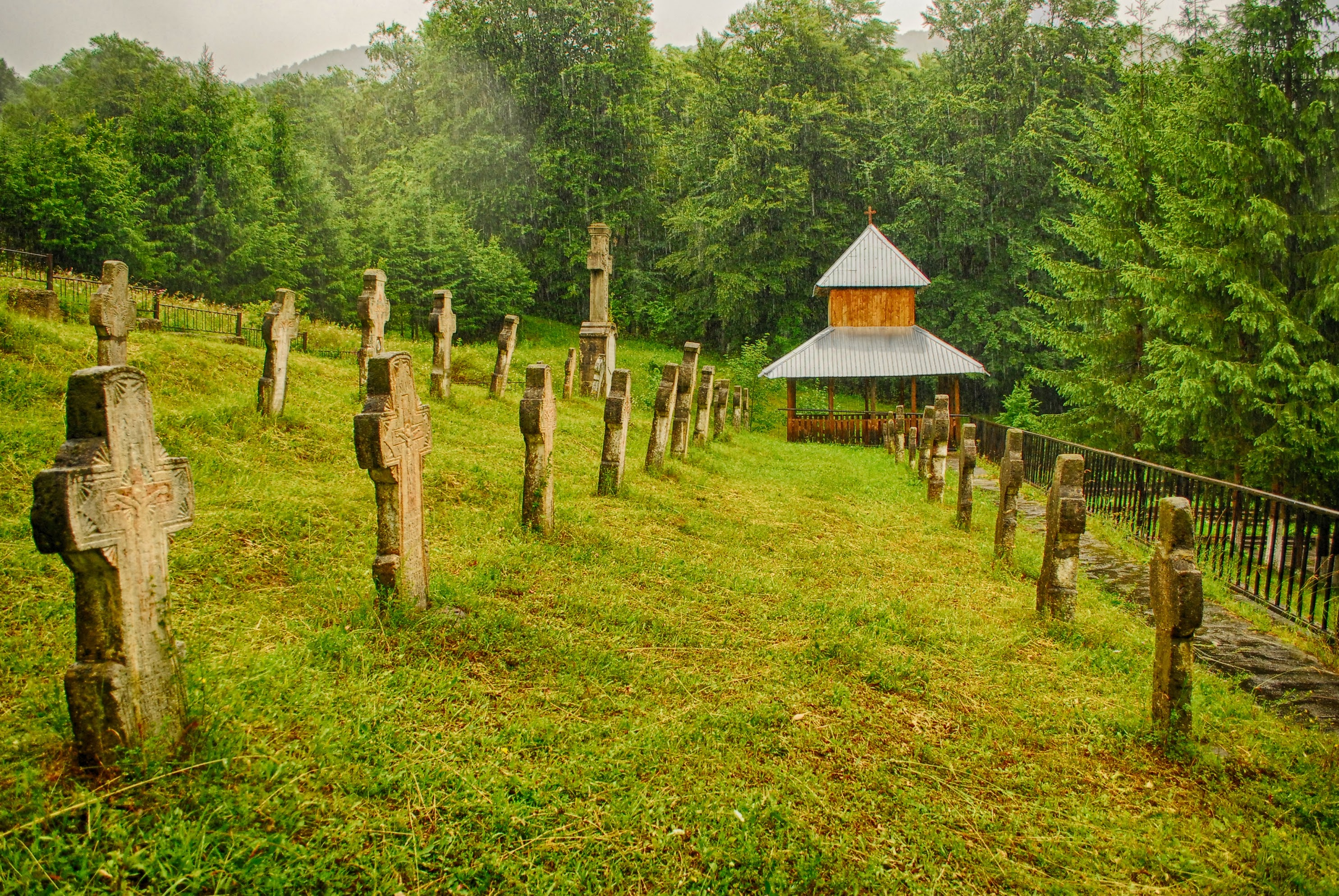
Cimitirul eroilor din Primul Război Mondial de lângă Gura Siriului

Singurul obiectiv din comuna Siriu inclus în lista monumentelor istorice din județul Buzău ca monument de interes local este cimitirul eroilor din Primul Război Mondial din satul Gura Siriului, ansamblu-monument memorial sau funerar, alcătuit din monumentul eroilor (statuia ostașului) și 34 de cruci de piatră cu un osuar.

## Personalități
- Benone Sinulescu, cântăreț de muzică populară